# 瀧川勝二
瀧川 勝二（たきがわ かつじ、1904年8月22日 - 1993年11月28日）は日本の実業家。元兵庫トヨタ自動車会長。

## 概要
兵庫県神戸市出身。第二神戸中学校卒業(同窓会理事長)、第六高等学校卒業、京都大学卒業。父親は瀧川儀作で神戸トヨペットの前身であるカネキ商店を経営していた。
1946年商工省陸運管理局の指示で兵庫県自動車整備配給株式会社が解体され兵庫トヨタ販売が設立。瀧川勝二は取締役に就任する。
1963年運輸大臣表彰。1965年厚生大臣表彰。1967年藍綬褒章受章。1973年トヨタ自動車販売店協会理事長に就任。1975年勲三等旭日中綬章受章。1977年日本自動車販売協会連合会会長に就任。1979年トヨタ自動車販売店協会会長に就任。1983年兵庫県交通安全協会会長に就任。1985年全日本交通安全協会副会長に就任。1993年逝去。